# Mieczysław Wojtczak
Mieczysław Marcin Wojtczak (ur. 6 listopada 1933 w Ozorkowie) – polski działacz państwowy i partyjny, dziennikarz, pisarz i dyplomata, pierwszy zastępca Ministra Kultury i Sztuki (1974–1977).

## Życiorys
Syn Romana i Janiny. Ukończył studia dziennikarskie na Uniwersytecie Warszawskim. Redagował pismo studenckie „Horyzonty” i następnie pracował w tygodniku „Sygnały” (1957–1959), współpacował później m.in. z „Wiadomościami Kulturalnymi” oraz prasą lokalną. Od 1959 do 1969 związany z Polską Agencją Prasową jako kierownik oddziału warszawskiego i biuletynu politycznego. Członek Stowarzyszenia Dziennikarzy Polskich i Związku Literatów Polskich, współzałożyciel Fundacji Kultury Polskiej.
W 1953 wstąpił do Polskiej Zjednoczonej Partii Robotniczej. Od 1969 do 1971 kierownik Wydziału Propagandy i Agitacji Komitetu Warszawskiego PZPR, następnie do 1971 I sekretarz Komitetu Dzielnicowego Warszawa-Śródmieście. Na VII Zjeździe PZPR w grudniu 1975 wybrany w skład Centralnej Komisji Rewizyjnej PZPR (do 1980). Od 1973 do 1977 pierwszy zastępca ministra kultury i sztuki, odpowiedzialny za kinematografię, oraz jednocześnie szef Komitetu Kinematografii. Utracił stanowisko wskutek zgody na wyświetlanie filmu „Człowiek z marmuru”. W 1977 był redaktorem naczelnym „Ideologii i Polityki”. Później zastępca (1980) i kierownik (1980–1981) Wydziału Kultury Komitetu Centralnego PZPR oraz zastępca kierownika Wydziału Informacji KC PZPR (1982–1984). Od 1984/5 do 1989 radca polityczny w ambasadzie PRL w Moskwie.
W XXI zajął się publikowaniem książek wspomnieniowych o tematyce kulturalnej, m.in. Kronika nie tylko filmowa (2004), Zdobywanie Moskwy (2006), O kinie moralnego niepokoju… i nie tylko (2009), Wielką i mniejszą literą. Literatura i polityka w pierwszym ćwierćwieczu PRL (2014), Teatr na scenie polityki 1944–1969 (2016).

## Odznaczenia
- Srebrny Medal „Zasłużony Kulturze Gloria Artis” (2010)[6]
- Złotą Odznaka honorowa „Za Zasługi dla Warszawy”[2].
- Odznaka "Za zasługi dla rozwoju prasy polskiej i Stowarzyszenia Dziennikarzy Polskich" (1974)[7]
- Złote Odznaczenie im. Janka Krasickiego (1971)[8]